# NGC 2908
NGC 2908 is een spiraalvormig sterrenstelsel in het sterrenbeeld Draak. Het hemelobject werd op 26 september 1802 ontdekt door de Duits-Britse astronoom William Herschel.

## Synoniemen
- UGC 5152
- MCG 13-7-34
- ZWG 350.29
- IRAS09375+7955
- PGC 27831